# Эрскин, Томас, 1-й граф Келли
Томас Эрскин, 1-й граф Келли (англ. Thomas Erskine, 1st Earl of Kellie; 1566 — 12 июня 1639) — шотландский дворянин и пэр.

## Биография
Томас Эрскин был старшим выжившим сыном сэра Александра Эрскина из Гогара (? — 1592) и Маргарет Хьюм, дочери Джорджа Хьюма, 4-го лорда Хьюма (? — 1549), и Мариотты Халибертон (ок. 1500 — ок. 1563).
Томас был школьным одноклассником и пожизненным личным другом короля Шотландии Якова VI (позже короля Англии Якова I). Он был официантом за королевским столом, «севаром». В 1585 году он был произведен в кавалеры Опочивальни Его Величества.
Яков VI Стюарт женился на Анне Датской по доверенности в 1589 году и, ожидая приезда своей невесты в Шотландию, написал серию стихотворений на шотландском языке, ныне известных как «Аматория». В некоторых копиях рукописи имя Эрскина указано как «старший Томас Арескин из Гогара». Было высказано предположение, что Эрскин сотрудничал с королем в написании стихотворений или участвовал в их распространении.
В ноябре 1592 года Томас Эрскин был идентифицирован с друзьями герцога Леннокса, сэром Джорджем Хьюмом, полковником Уильямом Стюартом, лэрдом Дюнипейса, и Джеймсом Сэндилэндсом как сторонник бывшего фаворита короля Джеймса Стюарта, графа Аррана, работающего над его реабилитацией в ущерб канцлеру, Джону Мейтленду и семье Гамильтон. Английский дипломат Роберт Боуз назвал эту группу «четырьмя молодыми и опытными придворными».
В январе 1593 года Яков VI Стюарт установил налог, предусматривающий расходы на рождение и крещение принца Генриха, и назначил Томаса Эрскина генеральным сборщиком этого налога . На турнире во время празднования крещения Эрскин выступал в команде с королем, одетым как мальтийские рыцари.
Король Яков VI дарил своим придворным подарки из драгоценностей на Новый год. В январе 1596 года Томас Эрскин получил «табличку» или медальон, украшенный рубинами и бриллиантами, и золотое кольцо с бриллиантом .
Он был с королём по случаю заговора Гоури в 1600 году, когда Джеймс ехал из Фолклендского дворца в дом братьев Рутвен в Перте, где его предположительно должны были похитить или убить. Томас Эрскин получил треть земель, конфискованных у Рутвенов, и получил титул лорда Эрскина из Дирлтона в 1604 году . В 1601 году он был назначен тайным советником и сопровождал герцога Леннокса с дипломатическим визитом во Францию.
Яков VI вел «тайную переписку» с некоторыми придворными королевы Англии Елизаветы Тюдор, надеясь, таким образом, облегчить свое наследование английского престола. Письмо сэру Роберту Сесилу было запечатано гербом Эрскина и его инициалами «Т. A» для Томаса Арескина.

## При дворе в Англии

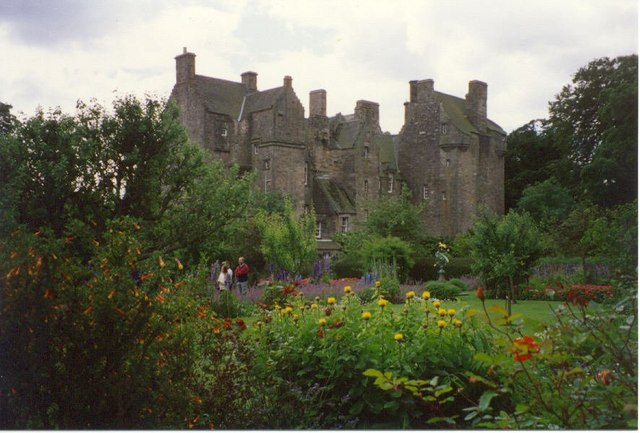
Замок Келли, Файф, Шотландия, Национальный фонд Шотландии

Томас Эрскин отправился с Яковом Стюартом в Англию, когда последний взошел на английский престол в 1603 году. Леди Энн Клиффорд описала визит короля в Теобальдс в мае 1603 года, отметив, что мода при дворе изменилась: «Мы все были подавлены, сидя в комнате сэра Томаса Эрскина».
Он был назначен капитаном гвардии (1603—1617) и слугой стула в 1604 году, а в 1606 году стал виконтом Фентоном. Эрскин часто писал графу Мару в Шотландию с политическими и придворными новостями. Он описал кровотечение из носа королевы Анны Датской в Оутленде в сентябре 1604 года, которое длилось один день, «первые 12 часов в таком изобилии, что вы не поверите» . В июне 1612 года он описал усилия по сокращению расходов королевских дворов:
Требуется много усилий, чтобы привести поместье его Величества в надлежащий вид; расходы настолько велики и намного превышают квитанцию, что его Величество будет вынужден сократить расходы как в своем собственном доме, так и в доме королевы, а принц — в своем доме, и это они делают в настоящее время. Как это понравится женщинам и молодежи, пока я могу сказать все, что угодно
.
Он был во дворце Уайтхолл 27 декабря 1612 года, когда был произведен обмен контрактами на брак принцессы Елизаветы и Фредерика V Пфальцского, и написал графу Мару, что «Брак назначен на день Святого Валентина и по чистой случайности».
Томас Эрскин приобрел замок Келли у 5-го лорда Олифанта в 1613 году и получил баронство Келли. В 1615 году он был произведен в рыцари Ордена Подвязки и стал 1-м графом Келли в марте 1619 года.
Когда король Яков I скончался в марте 1625 года, Тайный совет составил проект прокламации. Граф Келли напомнила им, что Яков предпочел титул «король Великобритании», и он заверил совет, что использование «короля Англии и Шотландии» не понравится народу Шотландии.
Он умер без завещания в Лондоне в 1639 году и был похоронен в Питтенуиме, графство Файф.
Сын Томаса Александр, виконт Фентон, умер раньше своего отца в 1633 году. Ему наследовал его внук, Томас Эрскин, 2-й граф Келли (1615—1643).

## Семья
Граф Келли женился три или четыре раза. Его первый брак 30 ноября 1587 года был заключен с Энн Огилви, дочерью сэра Гилберта Огилви из Поури и Сибиллы Драммонд. Младший брат, Джеймс Эрскин, женился на Мэри, дочери Адама Эрскина, коммендатора Камбускеннета 17 мая 1594 года.
Томас Эрскин женился во второй раз в 1604 году на Элизабет Пирпойнт (1568—1648), дочери сэра Генри Пирпойнта (1546—1615) и Фрэнсис Кавендиш.
Несколько источников отмечают, что его третьей женой была Элизабет Норрейс, вдова Эдварда Норриса (? — 1603), в соответствии с письмом графа Вустера.
В-третьих, или в-четвертых, он женился на трижды овдовевшей Дороти Смит (? — 1639), дочери Амброуза Смита из Чипсайда.